# Мышевидные бандикуты
Мышевидные бандикуты (лат. Microperoryctes) — род сумчатых млекопитающих семейства Бандикутовые.

## Виды и распространение
До недавнего времени в составе рода выделялось 3 вида:
- Полосатый бандикут (Microperoryctes longicauda)[1]. Ранее вид относили к роду новогвинейских бандикутов. Распространён в центральной горной часть острова Новая Гвинея на территории Индонезии и Папуа — Новой Гвинеи, а также в горах Арфак (Индонезия). Обитает в высокогорных районах на высоте от 1000 до 3950 м. Встречается в предгорных и горных тропических лесах и субальпийских лугах[2].
- Мышевидный бандикут (Microperoryctes murina)[1]. Вид известен по трём экземплярам, найденным в горах Уэйленд в провинции Папуа (Индонезия) на высоте 2500 м[2].
- Папуанский бандикут (Microperoryctes papuensis)[1]. Ранее вид относили к роду новогвинейских бандикутов. Является эндемиком юго-восточной части Папуа — Новой Гвинеи, встречаясь от поселения Фане на западе до горы Симпсон за востоке[3].

В 2000-х годах род пополнился ещё 2 видами:
- Microperoryctes aplini. В прошлом вид относили к мышевидному бандикуту. Обитает в высокогорных лесах гор Арфак в западной части острова Новая Гвинея (Индонезия)[4][5].
- Microperoryctes ornata. Раньше считался подвидом длиннохвостого бандикута[4].

## Внешний вид
Размеры варьируют от небольших до средних. Длина тела мышевидного бандикута составляет 150—175 мм, хвоста — 105—110 мм; длина тела длиннохвостого бандикута — 239—303 мм, хвоста — 141—258 мм, вес — 350—670 г; длина тела папуасского бандикута — 175—200 мм, хвоста — 135—155 мм, вес — 137—184 г.
Мышевидный бандикут, найденный в горах Уэйленд, сверху и снизу покрыт тёмно-серым мехом, лапы — белым мехом. Мех экземпляра, найденного на полуострове Фогелькоп, светло-серого цвета. Кроме того, на спине имеется тёмно-серая полоса, а кончик хвоста белый. Мех длиннохвостого бандикута красновато-коричневый или бледно-коричневый, с чёрными пятнами на спине. Брюхо красновато- или жёлто-коричневого цвета. Спина папуасского бандикута тёмного цвета, с чёрной полосой посередине.
Экология рода, в том числе размножение, практически не изучены.